# Fovlshoved
Fovlshoved, Falshoved (dansk) eller Falshöft (tysk) er en bebyggelse på halvøen Gelting Birk i det østlige Angel i Sydslesvig. Administrativt hører stedet under Nyby Kommune i Slesvig-Flensborg kreds i den nordtyske delstat Slesvig-Holsten. I kirkelig henseende hører Fovlshoved til Gelting Sogn. Sognet lå i Kappel Herred (oprindelig Ny Herred, Flensborg Amt, Sønderjylland), da området tilhørte Danmark.
Fiskerbyen var i middelalderen i kongens eje, inden den kom under Dyttebøl gods. I 1853 kom Fovlshoved (som hele det østangelske godsdistrikt) under Kappel Herred. I 1837 nævnes der seks bygninger og en lods-station, hvis opgave var at sikre ind- og udsejling i Flensborg Fjord. En anden Lodsstation lå på fjordens modsatte bred i Kegnæs. Fovlshoved Lods eksisterede frem til 1931, hvorefter lodserne på fyrskibet på Kalkgrund overtog opgaven. Fovlshoved Kro lukkede i 1977. Under stormfloden i 1872, som især hærgede den vestlige Østersø, blev hele landsbyen oversvømmet.
På dansk findes både formen Fovls- og Falshoved. Stednavnet er første gang dokumenteret i Kong Valdemars Jordebog 1231 som Fughælsnæs. Stednavnets forled indeholder altså ordet fugl (glda. foghl) og er sammentrukket af navnet fughælnæs. Fovls- har bevaret den ældre danske udtale (i modsætning til det nyere Fals-).
Fovlshoved Fyr ligger lidt syd for det egentlige Fovlshoved ved Sibbeskær (Sibbeskjär) i nabo-kommunen Pommerby.